# Ägyptische Beachhandball-Nationalmannschaft der Männer
Die ägyptische Beachhandball-Nationalmannschaft der Männer repräsentiert den ägyptischen Handballverband als Auswahlmannschaft auf internationaler Ebene bei Länderspielen im Beachhandball.
Eine als Unterbau fungierende Nationalmannschaft der Junioren wurde bislang noch nicht gegründet, ebenso wenig eine Ägyptische Beachhandball-Nationalmannschaft der Frauen als weibliches Pendant.

## Geschichte
Ägypten gab seinen Einstand bei internationalen Meisterschaften mit einem Paukenschlag. Die Hallen-Nationalmannschaft gehörte spätestens seit den 2000er Jahren zur erweiterten Weltspitze im Handball und an der Spitze der Internationalen Handballföderation steht seit 2000 der Ägypter Hassan Moustafa. Somit war die Vergabe der ersten durchgeführten Weltmeisterschaften 2004 in das ägyptische el-Guna keine Überraschung. Eine Überraschung war indes, dass die Gastgeber ein überaus starkes Turnier spielten und im Finale die Türkei besiegten. Nach Togo war Ägypten die zweite Mannschaft vom afrikanischen Kontinent, die an einer internationalen Meisterschaft teilnahm, anders als Togo dem Sport aber seitdem durchgehend erhalten blieb. Mit dem Gewinn des WM-Titels war auch die Qualifikation für die World Games 2005 in Duisburg verbunden, wo die Mannschaft nicht an den Erfolg bei der WM anknüpfen konnte und nur den sechsten Platz belegte.
In den folgenden Jahren blieben die Ägypter ein regelmäßiger Gast bei Weltmeisterschaften. 2006 in Rio de Janeiro, 2008 in Cádiz und 2010 und Antalya konnten die „Pharaos“ jedes Mal wieder das Halbfinale erreichen, in dem sie ebenso wie im kleinen Finale um die Bronzemedaille scheiterten und Vierte wurden. Seit 2006 wandelte sich der Beachhandball und wurde mehr und mehr zu einer technischen Sportart, bei der die Physis weiterhin bedeutsam blieb, aber nicht mehr die Bedeutung wie in den ersten Jahren hatte. Einige der früh dominanten Mannschaften insbesondere aus Osteuropa, aber auch die Türkei und auch Ägypten verloren im Zuge dieser Entwicklung etwas den Anschluss an die Weltspitze. 2012 wurde die Mannschaft in Maskat noch Sechste, und auch 2014 in Recife und 2016 in Budapest wurde noch das Viertelfinale erreicht, wobei Ägypten am Ende jeweils den achten Platz belegte. Die Entwicklung war aber klar rückläufig. 2017 gelang zwar nach 2005 zum zweiten Mal die Teilnahme an den World Games in Breslau, doch auch dort wurde die Mannschaft nur Achte. Die Qualifikation für die Weltmeisterschaften 2018 und 2020 wurde erstmals verpasst. Für längere Zeit das letzte Mal trat die Mannschaft 2019 bei den Mediterranean Beach Games an, verpasste aber auch hier als viertplatzierte Mannschaft den Gewinn einer Medaille im kleinen Finale gegen Kroatien. An den African Beach Games 2019 früher im Jahr nahm man nicht teil, worauf hin Tunesien seine Chance ergriff und die Goldmedaille gewann.
Aufgrund der COVID-19-Pandemie kam es zu einer längeren Unterbrechung des internationalen Spielbetriebes. Erst 2022 kam dieser wieder langsam in Fahrt. Bei den erstmals ausgetragenen Afrikameisterschaften in Casablanca war das Starterfeld Pandemie bedingt noch sehr klein, Ägypten traf nur auf die Gastgeber aus Marokko, mit denen in drei Spielen um den afrikanischen Startplatz für die Weltmeisterschaften 2022 in Iraklio auf Kreta ausgespielt wurde. Ägypten setzte sich schließlich durch. Bei den Weltmeisterschaften zeigte die Mannschaft jedoch eine schwache Leistung und konnte einzig Puerto Rico hinter sich lassen. Trotz der Qualifikation für die World Games
2022 nahm Ägypten nicht an diesem Turnier in Birmingham (Alabama) teil.

## Teilnahmen
| World Games - 2001: nicht eingeladen - 2005: 6. - 2009: nicht qualifiziert - 2013: nicht qualifiziert - 2017: 8. - 2022: qualifiziert, nicht teilgenommen | World Beach Games - 2019: nicht qualifiziert - 2023: African Beach Games - 2019: nicht teilgenommen - 2023: Mediterranean Beach Games - 2015: nicht teilgenommen - 2019: 4. - 2023: | Weltmeisterschaften - 2001: ausgefallen - 2004: 1. - 2006: 4. - 2008: 4. - 2010: 4. - 2012: 6. - 2014: 8. - 2016: 8. - 2018: nicht qualifiziert - 2020: nicht qualifiziert, abgesagt - 2022: 15. | Afrikameisterschaften - 2022: 1. |